# Danmarks volleyballlandshold (damer)
 For alternative betydninger, se Danmarks volleyballlandshold. (Se også artikler, som begynder med Danmarks volleyballlandshold)
Danmarks volleyballlandshold er Danmarks landshold i volleyball. Holdet har deltaget i EM to gange (1963 og 1971).